# Dobrzyki (gromada)
Dobrzyki – dawna gromada, czyli najmniejsza jednostka podziału terytorialnego Polskiej Rzeczypospolitej Ludowej w latach 1954–1972.
Gromady, z gromadzkimi radami narodowymi (GRN) jako organami władzy najniższego stopnia na wsi, funkcjonowały od reformy reorganizującej administrację wiejską przeprowadzonej jesienią 1954 do momentu ich zniesienia z dniem 1 stycznia 1973, tym samym wypierając organizację gminną w latach 1954–1972.
Gromadę Dobrzyki z siedzibą GRN w Dobrzykach utworzono – jako jedną z 8759 gromad na obszarze Polski – w powiecie morąskim w woj. olsztyńskim na mocy uchwały nr 17 WRN w Olsztynie z dnia 4 października 1954. W skład jednostki weszły obszary dotychczasowych gromad Dobrzyki i Matyty, ponadto miejscowości Jezierce i Bednarzówka z dotychczasowej gromady Witoszewo oraz miejscowość Kiemiany z dotychczasowej gromady Rucewo, ze zniesionej gminy Zalewo, wreszcie miejscowość Rąbity z dotychczasowej gromady Surbajny ze zniesionej gminy Boreczno w tymże powiecie. Dla gromady ustalono 10 członków gromadzkiej rady narodowej.
Gromadę zniesiono 1 stycznia 1958, a jej obszar włączono do gromady Zalewo w tymże powiecie.